# Let Me Rock You
Let Me Rock You ist das 1982 veröffentlichte zweite Musikalbum des Schlagzeugers Peter Criss. Es wurde nach dem Misserfolg von Criss’ Debütalbum nur in Europa veröffentlicht und erschien in den USA erst, als das Album 1997 auf Compact Disc wiederveröffentlicht wurde.

## Entstehungsgeschichte
Peter Criss, ehemals Schlagzeuger der Band Kiss, hatte mit seinem 1980 veröffentlichten ersten Album Out of Control keinen Erfolg gehabt, was unter anderem mit erheblichen Veränderungen bei seiner Schallplattenfirma Casablanca Records zusammenhing. Der Eigentümer der Firma, PolyGram, betrachtete Out of Control und auch Let Me Rock You als Gefallen für eine ehemals erfolgreiche Band statt als Möglichkeit, Geld mit der Popularität von Kiss und Criss zu verdienen.
Im Gegensatz zu Out of Control, das fast ausschließlich von Criss geschriebene Titel enthielt, wartete Let Me Rock You mit überwiegend von anderen Künstlern geschriebenen Songs auf. Das Album enthielt eine Coverversion des John-Lennon-Songs Jealous Guy, außerdem war der Titel Tears darauf enthalten, den Vincent Cusano mit Adam Mitchell geschrieben hatte. Auch der von Gene Simmons geschriebene Titel Feel Like Heaven, der von Kiss nicht verwendet wurde, war Teil der Platte. Weitere Autoren für Let Me Rock You waren Steve Stevens (First Day in the Rain), Russ Ballard (Let Me Rock You, Some Kinda' Hurricane) und Vini Poncia, mit dem Kiss an Dynasty und Unmasked gearbeitet hatten. Criss war nur am Songwriting zu zwei Titeln beteiligt.
Zu den bekannteren Musikern, die für dieses Album mit ihrem Spiel beitrugen, gehörten neben Steve Stevens auch Steve Lukather, Michael Landau (beide Gitarre) und James Newton Howard (Keyboards).

## Veröffentlichung
Phonogram veröffentlichte Tears ohne Erfolg als Single in Australien, Japan und Europa und entschied dann, Let Me Rock You zunächst ausschließlich in Europa und Japan herauszugeben, um einen erneuten großen Verlust zu vermeiden. Nachdem tatsächlich wieder der erhoffte Erfolg ausblieb, verzichtete die Plattenfirma auf eine Veröffentlichung auf anderen Märkten. Wie schon nach den schlechten Verkaufszahlen seines Debütalbums behauptete Criss später in Interviews, dass Kiss maßgeblichen Einfluss auf die Plattenfirma genommen hätten, um seinen Erfolg zu minimieren.
1984 wurde Tears von John Waite aufgenommen, der einen kleinen Hit damit hatte und Platz 37 der Billboard Hot 100 erreichte.
1997 veröffentlichte Mercury Records in den USA den Backkatalog von Kiss; hierbei wurden auch Peter Criss's Soloalben erneut herausgebracht, sodass 1997 das erste Jahr ist, in dem Let Me Rock You offiziell in den Vereinigten Staaten erhältlich war.
Cover
Das Cover von Let Me Rock You zeigte ein von Trevor Brown aufgenommenes Profilfoto des Künstlers, wodurch das Album die erste Veröffentlichung war, die ein Mitglied von Kiss ohne Maske zeigte. Auf der Rückseite war ein weiteres Porträt von Criss, diesmal als Frontalaufnahme, zu sehen. Rechts von diesem Foto befand sich die Titelliste mit den Produktionsnotizen. Criss widmete das Album seiner damaligen Frau Debra, seiner Tochter Jenilee und „allen Freunden der Katze“.

## Titelliste
1. Let It Go (Tommy Faragher, Davey Faragher, Brie Howard) – 4:05
2. Tears (Vinnie Cusano, Adam Mitchell) – 3:36
3. Move on Over (Peter Criss, Vini Poncia) – 3:48
4. Jealous Guy (John Lennon) – 3:58
5. Destiny (Charlie Midnight, Cash Monet, Jeff Schoen) – 4:11
6. Some Kinda’ Hurricane (Russ Ballard) – 4:04
7. Let Me Rock You (Ballard) – 3:37
8. First Day in the Rain (Steve Stevens) – 3:32
9. Feels Like Heaven (Gene Simmons) – 3:43
10. Bad Boys (Peter Criss, Jim Roberge) – 3:28

## Beteiligte Musiker
- Peter Criss – Gesang, Schlagzeug
- Vincent Cusano – Gitarre
- Michael Landau – Gitarre
- Steve Stevens – Gitarre
- Steve Lukather – Gitarre
- Caleb Quaye – Gitarre
- Bob Messano – Gitarre, Begleitgesang
- Phil Grande – Gitarre
- John „Cooker“ Lo Presti – Bass
- Davey Faragher – Bass
- Michael Braun – Schlagzeug
- Dennis Conway – Schlagzeug
- James Newton Howard – Keyboard, Synthesizer
- Jai Winding – Keyboard
- Jim Roberge – Keyboard
- Ed Walsh – Synthesizer
- Vini Poncia – Begleitgesang
- Gene Simmons – Begleitgesang
- Rory Dodd – Begleitgesang
- Eric Troyer – Begleitgesang
- Mark Kreider – Begleitgesang
- Suzanne Fellini – Begleitgesang